# Luis Posada Carriles
Luis Clemente Faustino Posada Carriles, dit Bambi ou Basilio, né le 15 février 1928 à Cienfuegos à Cuba et mort le 23 mai 2018 à Miramar en Floride, est un terroriste cubain naturalisé vénézuélien.
Actif dans les actions violentes contre le gouvernement cubain, il a travaillé pour la CIA de 1965 à 1976 (selon les informations de cette dernière), puis pour la DISIP, la police secrète vénézuélienne. Il revendique l'attentat contre le Vol Cubana 455, un avion de la Cubana de Aviación, qui a fait 73 morts le 6 octobre 1976.

## Biographie
Avec son compatriote Orlando Bosch Ávila, Luis Posada Carriles a participé à la fondation du CORU, une organisation anti-castriste qui prit part à l'opération Condor, en participant notamment à l'assassinat de l'ancien ministre chilien Orlando Letelier à Washington D.C..
Il est accusé d'avoir participé à la préparation d'un attentat contre le Vol 455 Cubana, un avion de ligne cubain parti de Caracas au Venezuela, et ayant explosé au-dessus de la Barbade le 6 octobre 1976, tuant ainsi 73 personnes dont l'équipe d'escrime cubaine de la catégorie junior. 
Une cour militaire vénézuélienne acquitta Posada et trois de ses complices au terme d’un premier procès, procès qui fut ensuite annulé par la Cour militaire d’Appel du Venezuela[réf. nécessaire]. Celle-ci indiqua que « les inculpés dans l’affaire de l’avion de Cubana détruit [en vol] près de la Barbade le 6 octobre 1976 sont des civils et les délits qui leur sont reprochés sont prévus dans le code pénal (et non pas dans le code militaire) ». Posada et ses trois complices furent alors inculpés pour homicide et trahison devant la justice civile, mais la CIA et la Fondation nationale cubano-américaine (FNCA) le firent évader le 8 août 1985 et le verdict le concernant fut ajourné, les lois vénézuéliennes interdisant la prononciation d'une condamnation par contumace[réf. nécessaire]. Au terme de ce même procès deux complices de Posada, qui avaient comme lui la nationalité vénézuélienne, furent condamnés le 21 juillet 1986 à vingt ans de prison. Orlando Bosch, complice lui aussi, fut acquitté et la justice vénézuélienne émit à l’encontre de Posada Carriles un mandat d’arrêt qui est toujours en vigueur et en vertu duquel le Venezuela a présenté aux États-Unis en 2005 une demande d’extradition.
Il part pour le Salvador après son évasion, où, sous la direction du lieutenant-colonel Oliver North, il fournit en armes les Contras nicaraguayens et participe au trafic de drogue pour les financer. Le scandale de « l'Irangate  » le conduit à se replier au Guatemala, où il sert la dictature militaire comme fonctionnaire du renseignement. Le pays était alors plongé dans la guerre civile.
Dans un long entretien publié au New York Times en 1998, Posada Carriles revendique publiquement avoir organisé la série d’attentats à la bombe contre des hôtels commis à La Havane en 1997. Ces attentats firent un mort (un touriste italien) et plusieurs blessés. Dans ce même entretien, Posada Carriles révèle qu'il a travaillé pour la Cuban-American National Foundation (CANF), qui en rejette les connexions. Il précise pourtant dans l'interview ainsi que dans son autobiographie The Roads of the Warrior (Les Chemins du Guerrier) que Jorge Mas Canosa, fondateur et président de la CANF, son successeur Alberto Hernandez ainsi que le trésorier de l'organisation lui faisaient parvenir de l'argent pour financer ses actions violentes contre Cuba. 
En 2000, Luis Posada Carriles est incarcéré au Panama avec Pedro Remón Jimenez et Guillermo Novo Sampol, pour avoir projeté de placer une bombe dans la salle où Fidel Castro, en visite dans le pays, tiendrait une conférence. Condamné à huit ans de prison, ils furent graciés par la présidente panaméenne Mireya Moscoso à la fin de son mandat, en 2004. Jiménez et Novo furent par la suite accueillis aux États-Unis. 
Le 13 avril 2005, Posada fait par le biais de son avocat une demande d'asile politique aux États-Unis en tant qu'ancien agent de la CIA. Les autorités américaines l'arrêtent le 17 mai suivant à Miami, où il vivait caché. Le 17 mai 2005, plus d'un million de personnes défilent à La Havane à la demande du gouvernement cubain, pour dénoncer le "terrorisme des États-Unis", demandant le jugement de Luis Posada Carriles. Le 19 mai, il est inculpé d'entrée illégale aux États-Unis. Cuba conteste aussitôt cette inculpation en soulignant que Posada Carriles devrait être inculpé pour terrorisme.
Le Venezuela demande formellement son extradition en mai 2005, et accuse les États-Unis de ne pas être impartiaux dans leur guerre contre le terrorisme. Luis Posada Carriles sera relâché en 2007 sous caution en dépit de la demande d'extradition en cours.
En 2005, l'ambassadeur des États-Unis au Honduras demande au président de ce pays d'offrir l'asile à Luis Posada Carriles, sa présence aux États-Unis étant jugée embarrassante.
Le 15 novembre 2007, la sous-commission des Droits de l’homme de la Chambre des représentants des États-Unis a établi la responsabilité de Luis Posada Carriles dans plusieurs actes terroristes, dont celui contre le Vol 455 Cubana.